# Windows Phone 8.1
Windows Phone 8.1 inačica je Windows Phone operacijskog sustava, najavljena na Microsoftovoj Build konferenciji u San Franciscu 4. travnja 2014. godine. Postao je dostupan razvijateljima 14. travnja 2014. godine. Postojeći korisnici Windows Phone 8 uređaja mogli su nadograditi svoje uređaje na Windows Phone 8.1, a nadogradnja bila je dostupna unutar nekoliko mjeseci.
Windows 10 Mobile nasljednik je Windows Phonea 8.1.

## Mogućnosti
Windows Phone 8.1 predstavlja mnoštvo novih i/ili poboljšanih mogućnosti i aplikacija u odnosu na svog prethodnika, Windows Phone 8.

### Aplikacije i Windows Phone Trgovina

#### Razvoj
Aplikacije za Windows Phone 8.1 se sada mogu stvarati pomoću istog modela aplikacija kao i Windows 8.1 aplikacije, bazirane na Windows Runtimeu. Aplikacije sada imaju nastavak .appx umjesto .xap koji se koristio do sada. Programeri su u mogućnosti razvijati aplikacije u C# / Visual Basic.NET (.NET), C++ (CX) ili HTML5/Javascript programskim jezicima.
Aplikacije izrađene za  Windows Phone 7.x i Windows Phone 8 će automatski raditi na Windows Phone 8.1, ali aplikacije izrađene za Windows Phone 8.1 neće raditi na ranijim inačicama Windows Phonea.

#### Cortana
Cortana je novi digitalni asistent predstavljen u Windows Phone 8.1 operacijskom sustavu. Cortana omogućava dobivanje informacija i upravljanje uređajem glasovnim naredbama. Slična mogućnost je već neko vrijeme dostupna na Android (Google Now) i iOS (Siri) platformama. Ime Cortana proizlazi iz "Halo" serije računalnih igara. Cortana zamjenjuje Bing na Windows Phone uređajima. Cortana nije dostupna u svim zemljama. Trenutno je dostupna u Ujedinjenom Kraljevstvu, SAD, Australiji, Indiji, Kanadi, Kini, Njemačkoj, Italiji, Španjolskoj i Francuskoj.

#### Windows Phone Trgovina
Windows Phone Trgovina je redizajnirana kako bi pružala više informacija o aplikacijama i igrama.
Aplikacije i igre se sada pojavljuju na istoj listi, ali su popisi najpopularnijih igara i najpopularnijih aplikacija ostali razdvojeni.
U pogledu Recenzije je dodan prikaz broja dobivenih ocjena od 1, 2, 3, 4 ili 5 zvjezdica, a snimke zaslona se nalaze na dnu stranice Pojedinosti. 
Dodana je opcija ručne provjere ažuriranja aplikacija i sekcija Moje aplikacije u kojoj se nalazi popis svih kupljenih ili preuzetih aplikacija radi lakše ponovne instalacije.

#### Nove i poboljšane aplikacije i mogućnosti
Kamera je redizajnirana kako bi pružala brži pristup često korištenim opcijama (ISO, bljeskalica, balans bijele, fotoalati, ...) minimalističkog je dizajna.
Kalendar je dobio tjedni pogled s vremenskom prognozom i mogućnost sinkroniziranja s Google Kalendarom.
 Karte su dobile 3D karte i dinamičan kompas te sada prikazuju hotspotove u blizini.
Battery Saver je aplikacija koja pruža uvid u korištenje baterije. Odjeljak Pozadinski zadatci je premješten iz Postavki u aplikaciju Battery Saver.
Wi-Fi Sense pruža mogućnost dijeljenja informacija o Wi-Fi mrežama (SSID i lozinku) bez otkrivanja lozinke samom korisniku. Dijeliti možete samo s osobama koje na svojim pametnim telefonima imaju Windows Phone 8.1 OS s instaliranim Wi-Fi Sensom. Wi-Fi Sense automatski spaja telefon s povjerljivim javnim Wi-Fi pristupnim točkama.
Storage Sense daje korisnicima mogućnost premještanja datoteka i aplikacija između interne memorije telefona i microSD kartice te pruža uvid u korištenje pohrane.
Internet Explorer je nadograđen na inačicu 11. Dodana je podrška za WebGL, InPrivate (anoniman) način rada, način rada čitanja, opciju spremanja lozinka, neograničen broj stranica, kao i mogućnost potezanja prstom ulijevo ili udesno za pomicanje na sljedeću ili prethodnu web stranicu. Novi IE donosi i novi HTML5 video web player.
Aplikacija Telefon, za pozivanje brojeva, je sada dobila stranicu Brzo biranje te se popis poziva istog pozivatelja sada grupiraju, a pojedini pozivi se mogu vidjeti pritiskom na grupu.
Prebacivanje između aplikacija je sada dodatno olakšano. Aplikacije se mogu zatvarati potezanjem prema dolje (do sada samo preko X gumba).

### Obavijesti i postavke
U Windows Phone 8.1 operacijskom sustavu predstavljeni su novi načini rukovanja obavijestima i postavkama.

#### Akcijski centar
Dodan je centar obavijesti nazvan Akcijski centar. Sadrži i mogućnost uključivanja nekoliko najčešće korištenih postavki pomoću pravokutnih "prekidača" ispod kojih se nalaze obavijesti koje šalju aplikacije i operacijski sustav. Dodan je geofencing API pomoću kojeg aplikacije mogu slati obavijesti bazirane na korisnikovoj lokaciji.

#### Zaključani zaslon
Sada je dostupna mogućnost daljnjeg uređivanja zaslona zaključavanja. Proizvođači i aplikacije sada mogu mijenjat font i orijentaciju sata, datuma i teksta obavijesti.

#### Tipkovnica
Microsoft je u novu inačicu Windows Phonea dodao WordFlow tipkovnicu koja omogućava pisanje potezanjem prsta preko slova. Tipkovnica automatski predviđa riječi i dodaje razmake. WordFlow nije dostupan za sve jezike.

### Ostalo
SkyDrive je potpuno preimenovan u OneDrive zbog prigovora britanske televizijske kuće BSkyB oko "Sky" naziva.
Sada je moguće premještati aplikacije, igre i ostali sadržaj na memorijsku karticu.
Dodana je podrška za VPN i Bluetooth 4.0 Low-Energy.

## GDR Ažuriranja

### Update 1
Update 1 (naziva se još i Update, GDR1 ili Windows Phone 8.1.1) je prvi veći update za Windows Phone 8.1. Sadrži mnogo ispravki pogrešaka, nove i poboljšane mogućnosti.
Nove mogućnosti zanimljive krajnjim korisnicima su podrška za "smart covers" i mogućnost izrade mapa na Start ekranu i brojne ispravke pogrešaka.
Mape na početnom zaslonu izrađuju se kao i na Androidu i iOS-u, pritisnete na pločicu i povućete je na neku drugu.
Smart Cover je interaktivna maska za uređaje. Najpoznatije "pametne maske" bile su HTC-ov Dot View Case i Samsungov S View Cover

### Update 2
Update 2 (GDR2) druga je veća nadogradnja Windows Phone 8.1 operacijskog sustava. Tijekom 2014. godine, kružile su glasine kako će Update 2 donijeti Microsoftov "3D Touch UI" koji bi se koristio na prototip uređaju naziva Goldfinger/McLaren. Nakon što je Microsoft u srpnju 2014. godine zaustavio projekt McLaren, budućnost Update 2 i 3D Touch UI-a bila je neizgledna. Sredinom 2015. godine Microsoft je izdao Update 2 za određene modele iz Lumia serije pametnih telefona. Neke od novih značajki koje je donijela ta nadogradnju su: reorganizacija postavki i mogućnost njihovog pretraživanja, prikvačivanje postavki na početni zaslon, promjena imena uređaja bez potrebe za povezivanjem s računalom, korištenje certifikata za prijavu na VPN poslužitelje, mogućnost korištenja fizičkih tipkovnica povezanih s uređajem pomoću Bluetootha, itd.

## Dostupni jezici
Windows Phone 8.1 dostupan je u sljedećim jezicima: afrikaans, albanski, arapski, azerbajdžanski, baskijski, bjeloruski, bugarski, katalonski, pojednostavljeni kineski (Kina), tradicionalni kineski (Tajvan), hrvatski, češki, danski, nizozemski, engleski (UK), engleski (SAD), estonski, filipinski, finski, francuski (Francuska), galješki, njemački (Njemačka), grčki, hausa, hebrejski (Izrael), hinduski (Indija), mađarski, indonezijski, talijanski, japanski, kazaški, korejski, latvijski, litavski, makedonski, malajski, norveški, perzijski (Iran), poljski, portugalski (Brazil), portugalski (Portugal), rumunjski, ruski, srpski, slovački, slovenski, španjolski (Španjolska), španjolski (Meksiko), švedski, tajski, turski, ukrajinski, uzbečki, vijetnamski.